# Molnupirawir
Molnupirawir (łac. molnupiravirum) – organiczny związek chemiczny będący pierwszym doustnym lekiem przeciwwirusowym przeznaczonym do leczenia COVID-19, który może być stosowany przez pacjentów samodzielnie w domu. Lek ten jest tzw. analogiem nukleozydu, czyli naśladuje niektóre elementy budulcowe RNA wirusa. Występuje pod handlową nazwą Lagevrio.
Kiedy SARS-CoV-2 wnika do komórki, musi zduplikować swoje RNA, aby utworzyć nowe kopie. Molnupirawir jest prolekiem, który hamuje replikację enzymu, który buduje łańcuch RNA z kolejnych ogniw, a jednocześnie zostaje on „włączony” do rozrastającej się nici wirusowego RNA i degraduje ją od środka. Związek może zmieniać swoją konfigurację, czasami naśladując cytydynę nukleozydową, a czasami urydynę – tam, gdzie zostanie wstawiony i nastąpi zmiana konformacyjna, pojawia się mutacja punktowa. Skutkuje to na tyle dużą ilością pojedynczych mutacji w kopiach wirusa, że efekt staje się dla niego letalny. W rezultacie działanie preparatu hamuje namnażanie wirionów i łagodzi przebieg choroby.
Molnupiriawir jest pochodną N4-hydroksycytydyny (EIDD-1931), będącej inhibitorem wirusów grypy A i B o szerokim spektrum działania. N4-Hydroksycytydyna wykazuje jednak słabą biodostępność przy przyjmowaniu doustnym, co ogranicza jej potencjalne zastosowanie kliniczne. W przypadku molnupirawiru, grupa 5′-OH jest zestryfikowana kwasem izomasłowym, dzięki czemu poprawie uległy właściwości farmakokinetyczne związku, w tym uzyskana została dobra dostępność biologiczna jako leku doustnego.
Wywiera działanie przeciwwirusowe poprzez wprowadzanie błędów kopiowania podczas replikacji wirusowego RNA. Powoduje przypadkowe tranzycje C-U i G-A o niskiej częstotliwości, co prowadzi do katastrofy błędów.
Molnupirawir był pierwotnie badany (pod nazwą EIDD-2801) na Uniwersytecie Emory’ego w kierunku leczenia grypy przez uniwersytecką firmę zajmującą się innowacją leków, Drug Innovation Ventures at Emory (DRIVE). Został następnie przejęty przez Ridgeback Biotherapeutics, która później nawiązała współpracę z Merck & Co. w celu dalszego rozwoju leku.
Molnupirawir został zatwierdzony przez Brytyjską Agencję Regulacji Leków i Produktów Opieki Zdrowotnej (MHRA) do użytku medycznego w Wielkiej Brytanii w listopadzie 2021 r., jednak wciąż oczekuje na decyzję o dopuszczeniu do obrotu przez m.in. Amerykańska Agencja ds. Żywności i Leków czy Europejska Agencja Leków.